# Sound Theories
A Sound Theories  Steve Vai 2007. június 26-án megjelent koncertlemeze. A felvételek a 2004-es és 2005-ös turnékon készültek. A lemezre került felvételen Vai a holland Metropole Orchestra-val fogott össze. A dupla CD első korongja a The Aching Hunger alcímet kapta, míg a második Shadows and Sparks címmel lett ellátva.
Az Epic/Sony 2007. szeptember 18-án DVD-t jelentetett meg Visual Sound Theories címmel.
A kiadványon egy a holland Metropole Orchestra-val közös koncert látható, mely 2005 júliusában került rögzítésre. A 14 dalt tartalmazó DVD stereo és 5.1-es hangot is tartalmaz.

## Dalok
Minden számot Steve Vai írt.

### Első lemez – Sound Theories Vol 1: "The Aching Hunger"
1. "Kill the Guy with the Ball"  - 4:30
2. "The God Eaters" – 2:09
3. "The Murder Prologue" – 1:09
4. "The Murder" – 7:56
5. "Gentle Ways" – 5:48
6. "Answers" – 5:44
7. "I'm Becoming" – 2:20
8. "Salamanders in the Sun" – 5:05
9. "Liberty" – 2:06
10. "The Attitude Song" – 4:37
11. "For the Love of God" – 9:35

### Második lemez – Sound Theories Vol 2: "Shadows and Sparks"
1. "Shadows and…" – 8:41
2. "Sparks"  - 9:27
3. "Frangelica Pt 1" – 3:04
4. "Frangelica Pt. 2" – 10:30
5. "Helios and Vesta" – 8:19
6. "Bledsoe Bluvd." – 10:08

### DVD tartalma
1. Kill The Guy With The Ball
2. The god Eaters
3. The Murder Prologue
4. The Murder
5. Answers
6. Lotus Feet
7. I'm Becoming
8. Salamanders In The Sun
9. The Attitude Song
10. Gentle Ways
11. Liberty
12. For the Love of God
13. Shadows And Sparks
14. Frangelica Pt. I & II